# Uglovszkojei járás
Az Uglovszkojei járás (oroszul Угловский район) Oroszország egyik járása az Altaji határterületen. Székhelye Uglovszkoje.

Az Uglovszkojei járás az Altaji határterületen

## Népesség
- 1989-ben 15 534 lakosa volt.
- 2002-ben 16 073 lakosa volt.
- 2010-ben 13 888 lakosa volt.